# Wolfgang Altner
Wolfgang Altner (* 20. Juli 1930) ist ein deutscher Bauingenieur und Professor für Bautechnologie. Er war Rektor der Technischen Hochschule Leipzig von 1980 bis 1989.

## Leben
Wolfgang Altner erwarb 1949 das Abitur, studierte von 1949 bis 1955 Bauingenieurwesen und schloss sein Studium auf dem Gebiet der Technologie von Bauprozessen mit einer Diplomarbeit als Diplomingenieur (Dipl.-Ing.) für Bauwesen ab. 1964 promovierte er zum Doktor-Ingenieur (Dr.-Ing.) mit einer Dissertation zu technologischen Fragen der Frostwiderstandsfähigkeit von Zementsteinen. Seine Habilitation (Promotion B) erlangte er 1972 auf dem Gebiet der Betonschnellerhärtung, verbunden mit der Verleihung des akademischen Grades Doctor scientiae technicarum (Dr. sc. techn.), später umgewandelt in Dr.-Ing. habil. Altner war aktives Mitglied der Sozialistischen Einheitspartei Deutschlands (SED).
Altner war langjährig in der Bauindustrie tätig, auch in mehreren leitenden Funktionen, zuletzt bis 1978 als Generaldirektor im Metall- und Leichtbaukombinat Leipzig. Er wurde 1978 als Professor für das Fachgebiet Bautechnologie/Beton an die Technische Hochschule Leipzig (THL), Sektion Technologie der Bauproduktion berufen; die THL wurde damals von deren Gründungsrektor Kurt Fiedler geleitet. Altner wurde zunächst als Prorektor für Wissenschaftsentwicklung und Forschung der Technischen Hochschule eingesetzt. 

## Rektor der THL

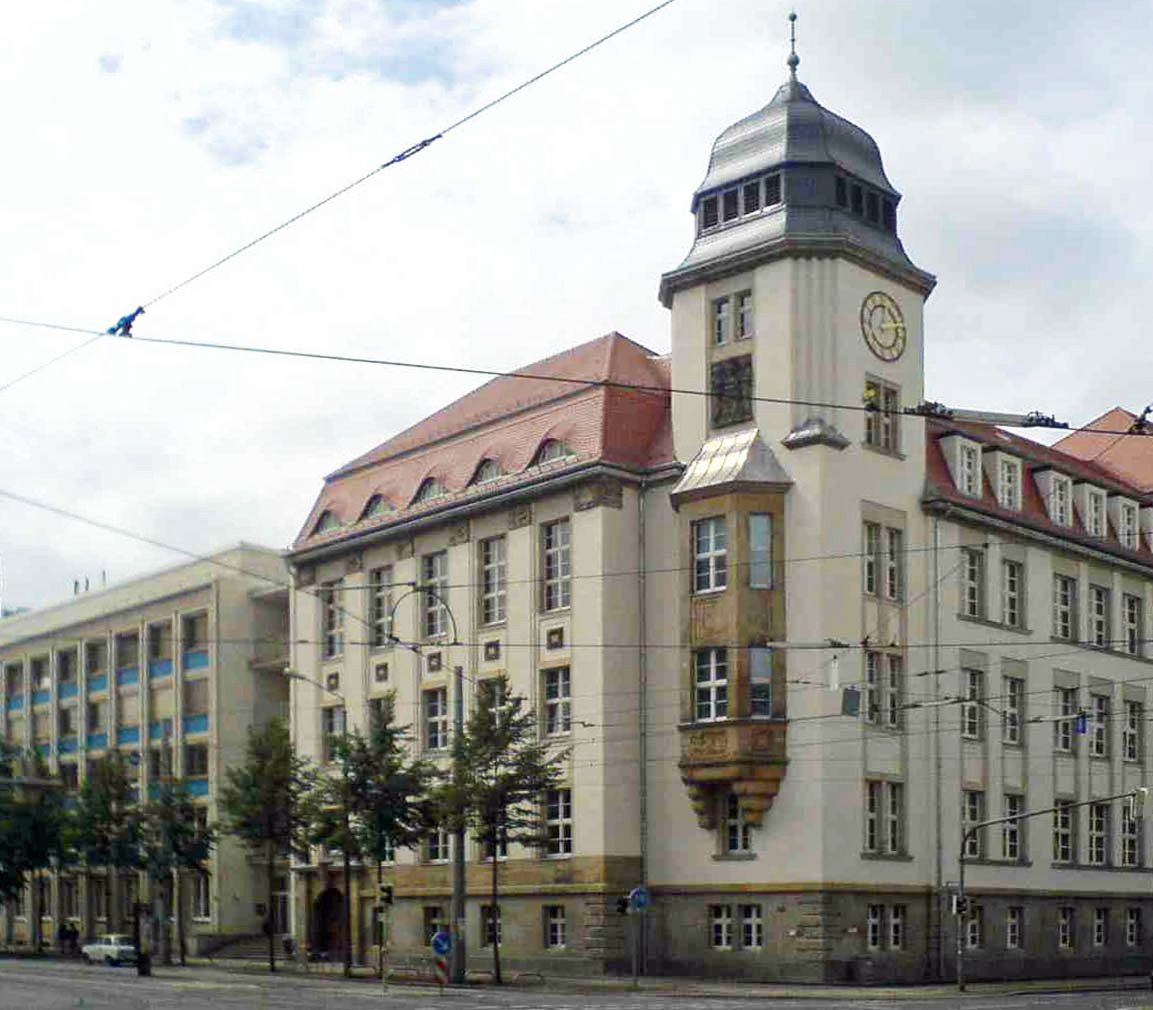
Leipzig, Karl-Liebknecht-Straße 132, ehemaliger Hauptsitz der Hochschule für Bauwesen, dann der TH Leipzig, heute HTWK-Hauptgebäude und Amtssitz des Rektors (Geutebrückbau)

1980 wurde Wolfgang Altner als Nachfolger von Kurt Fiedler zum zweiten Rektor der THL bestellt. Er hatte diese Position zwei Wahlperioden zu jeweils 4 Jahren bis 1989 inne. Altner wurde auch Mitglied im Beirat für Bauingenieurwesen und Architektur unter Fiedlers Vorsitz beim Ministerium für Hoch- und Fachschulwesen (MHF). Es folgte seine Berufung zum Mitglied der Deutschen Bauakademie zu Berlin. Er gehörte dem Wissenschaftlichen Rat als Promotionsgremium der Bauakademie an und damit der zentralen wissenschaftlichen Einrichtung für Architektur und Bauwesen in der DDR, die dem Ministerium für Bauwesen unterstand.
Mit Übernahme des Rektorats an der THL begann Altner zugleich, strategische Überlegungen zu entwickeln, die auf den weiteren Ausbau der Technischen Hochschule in Leipzig gerichtet waren. Gemeinsam mit Altrektor Kurt Fiedler arbeitete er langfristig an der Schaffung einer akademischen Lehr- und Forschungseinrichtung für industrielle Technologien, um die Defizite auf diesem Gebiet in der DDR auszugleichen. Parallel zum Ausbau der Bautechnologie sollten die Technologie des Automatisierungsanlagenbaus und die Technologie des Elektroenergieanlagenbaus verstärkt weiterentwickelt werden. In Kooperation mit der Sektion Bauingenieurwesen (Direktor: Wolfgang Wittig; Forschungsdirektor: Stefan Röhling) der TH Leipzig und mit der Deutschen Bauakademie zu Berlin wurden Ende der 1980er Jahre die ersten Absolventen für Automatisierung Bauwesen verabschiedet, zu denen z. B. Dirk Lippik gehörte (heute Referent für Forschung beim Prorektor für Forschung der HTWK Leipzig und amtierender Geschäftsführender Direktor des Forschungs- und Transferzentrums (FTZ) an der HTWK). Hierbei wurde das Bauingenieurwesen als eine Art ‚zentraler Wissenschaft‘ verstanden, die das Elektroingenieurwesen und das Maschineningenieurwesen auf der Plattform Technologie integriert.
Während seines Rektorats widmete sich Altner auch der systematischen Weiterbildung für in der Praxis tätige Hoch- und Fachschulkader, indem er ein fünfzehnmonatiges postgraduales Studium einführte, das die Absolventen ergänzend zu ihrer Berufsbezeichnung als "Fachingenieur" bzw. "Fachökonom" qualifizierte. Außerdem unterstützte er die von Siegfried Altmann, Direktor der Sektion Elektroenergieanlagen, im Jahre 1986 gegründete Technische Schülergesellschaft Elektrotechnik/Elektronik „Spitzenkader von Morgen“.
Die unmittelbaren Nachfolger von Wolfgang Altner im Rektorenamt waren ab 1989 Dietrich Balzer und ab 1990 Rolf Thiele.

## Selbständiger Sachverständiger
Mit Einführung des neuen sächsischen Hochschulgesetzes im Juni 1992 wurde Altner emeritiert. Er wechselte zurück in die Bauwirtschaft und gründete sein eigenes Ingenieurbüro, sein Tätigkeitsbereich umfasste Baustoffe, Beton und Putze. Die sich damals entwickelnde Hochkonjunktur im Sektor Bauwesen in den neuen Bundesländern begünstigte dessen Entstehung sowie einen wirtschaftlichen Betrieb. Diese selbständige Beratertätigkeit als Sachverständiger führte er bis zu seinem Ruhestand aus.

## Privates
Altner lebt mit seiner Ehefrau in Markkleeberg am Stadtrand von Leipzig.

## Veröffentlichungen (Auswahl)
Altner ist Autor bzw. Mitautor von Lehrbüchern, Monografien und Fachartikeln sowie von Beiträgen auf nationalen und internationalen Tagungen und Kongressen.
- Warenkunde. Teil: Warenkunde Industriewaren. Lehrbrief H. 1, Baustoffe. Karl-Marx-Universität, Wirtschaftswissenschaftliche Fakultät, Leipzig 1965.
- mit Werner Reichel: Betonschnellerhärtung. Verlag für Bauwesen, Berlin 1969; 2., verb. u. erw. Auflage. Verlag für Bauwesen, Berlin 1971.
- Der Rektor der Technischen Hochschule Leipzig (Hrsg.), Ursula Sebastian (Red.): Anforderungen, Erfahrungen und Probleme der Technologie-Forschung an der Technischen Hochschule Leipzig. Beiträge des 4. Interdisziplinären Technologie-Kolloquiums vom 22. Oktober 1980. Wissenschaftliche Berichte der Technischen Hochschule Leipzig 1981, H. 1, 100 Seiten. Verlag Rektor der TH Leipzig 1981.
- mit Werner Reichel: Betonschnellerhärtung – Grundlagen und Verfahren. 3., vollständig neu gefasste Auflage. Beton-Verlag, Düsseldorf 1981, ISBN 978-3-7640-0147-6;  3., stark bearbeitete Auflage. Verlag für Bauwesen, Berlin 1982.
- mit Eduard Steiger: Bautechnik. Bibliographisches Institut, Leipzig 1983.
- Der Rektor der Technischen Hochschule Leipzig (Hrsg.), Ursula Sebastian (Red.): Erste Ökonomische Konferenz der Technischen Hochschule Leipzig (1. ÖKOBAU 1982). Technische Hochschule Leipzig, Wissenschaftliche Zeitschrift, Jg. 7, 1983, H. 3. Verlag Rektor der TH Leipzig 1983.
- Kurt Fiedler, Friedel Peldschus, Edmundas Zavadskas: Methoden der bautechnologischen Entscheidung. Kolloquium am 12. September 1986 in Leipzig. Wissenschaftliche Berichte der Technischen Hochschule Leipzig 1986, H. 17. Verlag Rektor der TH Leipzig 1986, 56 Seiten.
- als Bearbeiter: Technologische Prozesse im Bauwesen – Erfahrungen und Erkenntnisse zur effektiven Gestaltung; wissenschaftliche Beiträge von Mitgliedern der Sektion Bautechnologie des Plenums der Bauakademie. Bauakademie der DDR, Bauinformation DDR, Berlin 1987, ISBN 978-3-7441-0065-6.

Herausgabe Wissenschaftlicher Berichte der TH Leipzig als Rektor
- Beträge zur Wissenschafts- und Hochschulgeschichte. 1982, Heft 16, ISSN 0138-3809
- Beiträge zur Geschichte von Elektrotechnik und elektrotechnischer Bildung in Leipzig. 1988, Heft 3, ISSN 0138-3809
- Beiträge zur Geschichte der bautechnischen Bildung in Leipzig. 1988, Heft 4, ISSN 0138-3809